# El Main
El Main (în arabă إلماين) este o comună din provincia Bordj-Bou-Arreridj, Algeria.
Populația comunei este de 6.237 de locuitori (2008).